# Teceu Mic
Teceu Mic (ukr. Тячів, Tiacziw), (węg. Kistécső) – wieś w Rumunii, w okręgu Marmarosz, w gminie Remeți. W 2011 roku liczyła 183 mieszkańców.